# Sevenans
Sevenans es una comuna francesa situada en el departamento del Territorio de Belfort, de la región de Borgoña-Franco Condado.
Los habitantes se llaman Sevenanais.

## Geografía
Está ubicada a 5 km al sur de Belfort y forma parte de la aglomeración de esta ciudad. 

## Demografía
| 194 | 223 | 194 | 201 | 575 | 726 | 794 | 718 | 688 |
| Para los censos de 1962 a 1999 la población legal corresponde a la población sin duplicidades (Fuente: INSEE [Consultar]) |     |     |     |     |     |     |     |     |

## Enseñanza superior
Se encuentra un campus de la universidad de tecnología de Belfort-Montbéliard. El castillo Saglio (siglo XVIII) es el sede de la administración.